# Russell Osman
Pour les articles homonymes, voir Osman.
Russell Osman, né le 14 février 1959 à Repton (Angleterre) est un footballeur anglais, qui évoluait au poste de défenseur central à Ipswich Town, en équipe d'Angleterre.
Osman n'a marqué aucun but lors de ses onze sélections avec l'équipe d'Angleterre entre 1980 et 1983.

## Carrière de joueur
- 1976-1985 : Ipswich Town
- 1985-1988 : Leicester City
- 1988-1991 : Southampton
- 1991-1994 : Bristol City
- 1995 : Sudbury Town
- 1995 : Plymouth Argyle
- 1995-1996 : Brighton & Hove Albion
- 1995 : Cardiff City

## Palmarès

### En équipe nationale
- 11 sélections et 0 but avec l'équipe d'Angleterre entre 1980 et 1983.

### Avec Ipswich Town
- Vainqueur de la Coupe de l'UEFA en 1981.

## Carrière d'entraîneur
- 1993-1994 : Bristol City
- 1996-1998 : Cardiff City
- 2004 : Bristol Rovers

## Filmographie
- 1981 : À nous la victoire